# Münze Schwerin

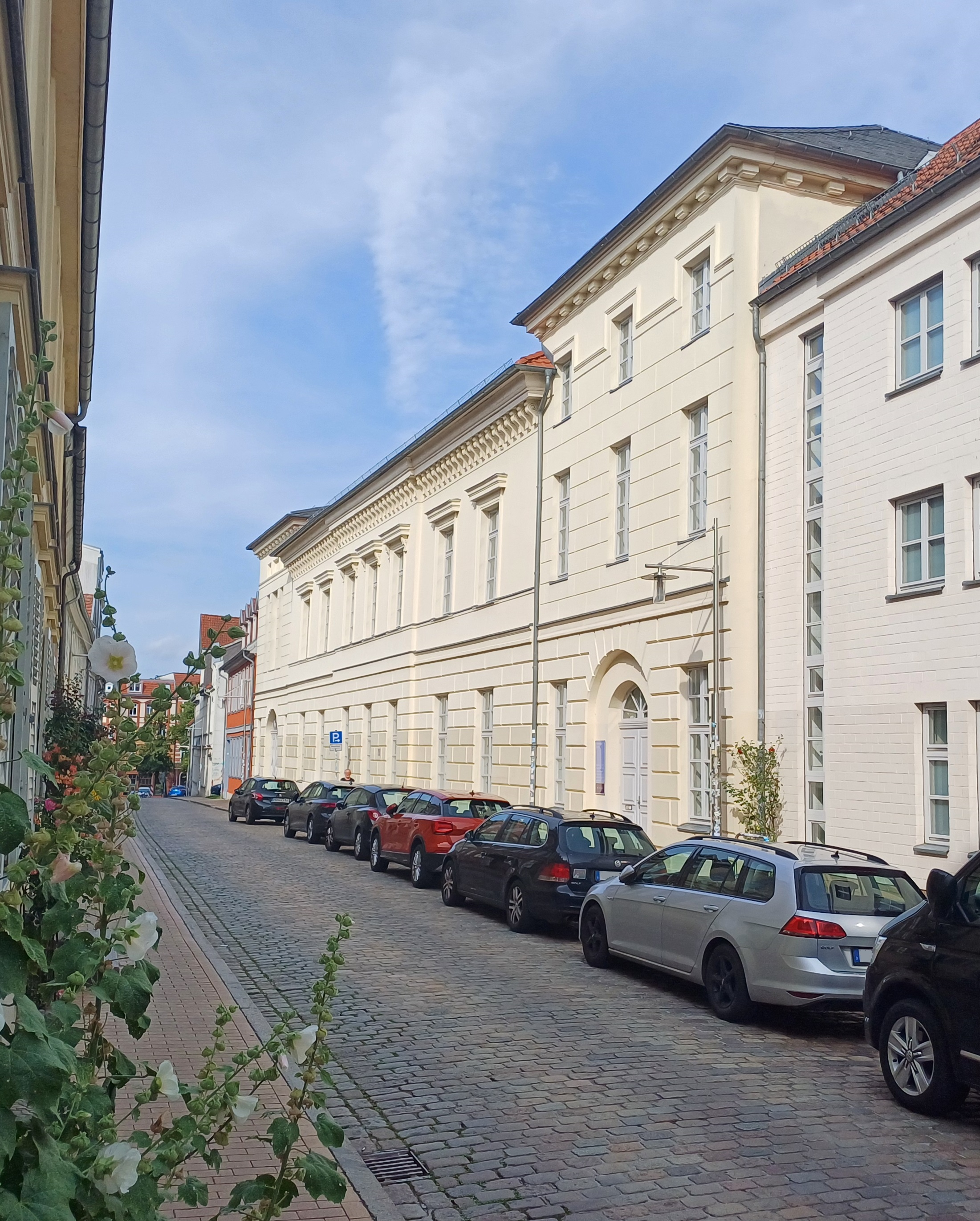
Münzstraße 8–10, Schwerin (2024)

Die ehemalige Münze Schwerin (auch Ministerhotel) in Schwerin, Stadtteil Schelfstadt, Münzstraße 8–10, ist ein Baudenkmal in Schwerin. In dem Gebäude befindet sich heute (2020) das Landeskirchenamt der Evangelisch-Lutherischen Kirche in Norddeutschland mit der Außenstelle Schwerin.

## Geschichte
Das zweigeschossige verputzte klassizistische 13-achsige Gebäude mit den beiden seitlichen Flügelbauten hat größere rundbogenförmige Eingänge. An der Hofseite befindet sich ein dreigeschossiger Mittelrisalit.
Das Bauwerk wurde nach Plänen von Baudirektor Leonhard Christoph Sturm um 1715 als Wohnhaus errichtet. 1778 erfolgte ein Umbau zur Münzprägeanstalt, kurz Münze, mit einem Walzwerk für die Münzherstellung und Ende der 1820er Jahre entstand mit dem Umbau unter dem Schweriner Architekten Ludwig Bartning die klassizistische Fassade. Bis 1847 ließen hier beide Mecklenburger Großherzogtümer prägen, danach dann in der preußischen Münzstätte.
Von 1850 bis 1858 wurde das Haus erneut nach Plänen von Hermann Willebrand zum Ministerhotel mit Ministerwohnungen und mit dem Einbau eines über zwei Geschosse ragenden Festsaals in Richtung Hof umgebaut. Der Oberkirchenrat erhielt ebenfalls Räume. Der vierte größere Umbau erfolgte 1928/29. 1947 zog der Landesbischof ein. 1990 erhielt die Landeskirche die Gebäude. Zwei Seitenflügel als zwei- bzw. dreigeschossige Neubauten folgten.

## Landeskirchenamt
Das Landeskirchenamt, die oberste Verwaltungsbehörde der Evangelisch-Lutherischen Kirche in Norddeutschland (Nordkirche) mit Sitz in Kiel hat seine Außenstelle in Schwerin.
Bischof im Sprengel Mecklenburg und Pommern ist seit 2019 Tilman Jeremias.
Das Bauwerk ist seit 2024 als Teil des Residenzensembles Schwerin UNESCO-Welterbe.